# Norfolk County

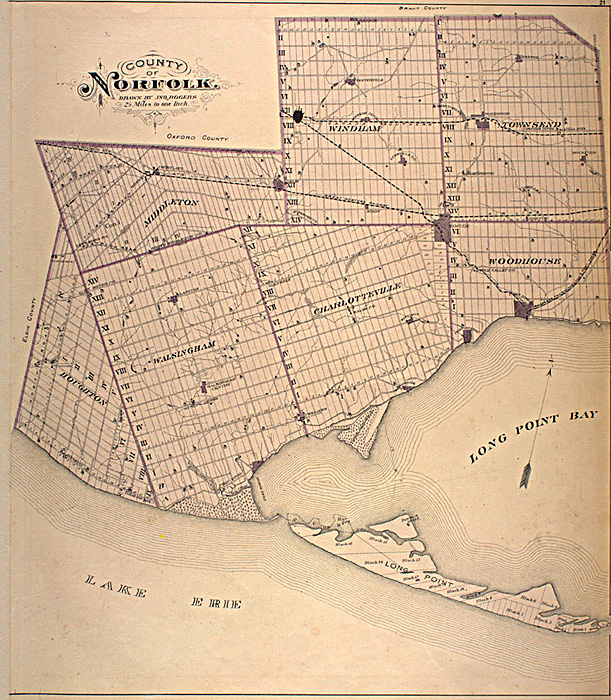
Norfolk, Ontario

Norfolk County es una municipalidad en la costa norte del Lago Erie en el suroeste de Ontario, Canadá. Alrededor de la comunidad se encuentra la tierra más fértil de Ontario. Con un clima suave, y una temporada de cultivo larga, la región ha sido por largo tiempo el centro del cinturón de tabaco de Ontario. Sin embargo, muchos granjeros han empezado a diversificar los cultivos al incluir lavandula, ginseng, avellana, y Lycium barbarum a medida que el consumo de tabaco se reduce.